# GNU Privacy Guard
GNU Privacy Guard (også kaldet GnuPG eller GPG) er et frit alternativ til kryptografiprogrammet PGP. GPG er kompatibel med RFC 4880 Arkiveret 13. juli 2012 hos  Wayback Machine, IETFs OpenPGP specifikation.